# Brun tibastmal
Brun tibastmal (Anchinia cristalis) är en fjärilsart som beskrevs av Giovanni Antonio Scopoli 1763. Brun tibastmal ingår i släktet Anchinia och familjen praktmalar, (Oecophoridae). Enligt den svenska rödlistan är arten akut hotad i Sverige. Arten förekommer sällsynt i Skåne och på Öland. Inga underarter finns listade i Catalogue of Life.